# Mellilä

Wappen der ehemaligen Gemeinde Mellilä

Mellilä [ˈmɛlːilæ] ist eine ehemalige Gemeinde in der südwestfinnischen Landschaft Varsinais-Suomi. Zum Jahresbeginn 2009 wurde sie zusammen mit Alastaro in die Stadt Loimaa eingemeindet.
Die Gemeinde Mellilä hatte eine Fläche von 110,51 km² und zuletzt 1178 Einwohner. Außer dem Gemeindezentrum gehörten zur Gemeinde die Dörfer Isoperä, Pesänsuo und Vähäperä. Das ehemalige Gemeindegebiet besteht aus flacher Tonebene. Der Fluss Niinijoki, ein Nebenfluss des Loimijoki, durchfließt Mellilä in Nordwestrichtung. Im gesamten Gebiet der ehemaligen Gemeinde gibt es keinen einzigen See. Haupterwerbszweig von Mellilä ist die Land- und Forstwirtschaft.
Ursprünglich gehörte Mellilä zu Loimaa und wurde Peränkulma genannt. 1825 erhielt der Ort eine eigene Kirche. Seit der Eröffnung des Bahnhofs im Jahr 1885 wuchs Mellilä an, sodass es 1916 aus Loimaa gelöst und zu einer eigenständigen Gemeinde erhoben wurde. Mittlerweile ist der Bahnhof aber wieder stillgelegt, weil die Passagierzahlen durch den Autoverkehr zurückgegangen waren.